# António Serrano
António Manuel Soares Serrano (ur. 16 stycznia 1965 w Beja) – portugalski polityk i nauczyciel akademicki, poseł do Zgromadzenia Republiki, minister rolnictwa, rozwoju wsi i rybołówstwa (2009–2011).

## Życiorys
Absolwent zarządzania przedsiębiorstwem na Universidade de Évora (1989). Na tej samej uczelni uzyskał magisterium (1993) i doktorat (1997) w zakresie zarządzania. Został nauczycielem akademickim na tym uniwersytecie, osiągając na nim pełne stanowisko profesorskie. W latach 1998–2002 pełnił funkcję prorektora. Był też przewodniczącym rady dyrektorów szpitala Hospital Espírito Santo w Évorze.
Od października 2009 do czerwca 2011 sprawował urząd ministra rolnictwa, rozwoju wsi i rybołówstwa w drugim rządzie José Sócratesa. W 2011 z ramienia Partii Socjalistycznej wybrany do Zgromadzenia Republiki na czteroletnią kadencję. Został później prezesem przedsiębiorstwa Jerónimo Martins Agro-Alimentar.